# 孔雀都市
《孔雀都市》，為韓國JTBC於2021年12月8日起播出的水木連續劇，由《雙甲路邊攤》的全昌根導演與《鄰家律師趙德浩2：罪與罰》的孫世東編劇合作打造。此劇以動搖大韓民國政界的成鎮集團美術館為背景，講述因慾望而想要登上韓國最高位置的女人，破格懸疑和驚悚的故事。
台灣於2022年1月1日起由LINE TV全網首播，1月5日起每週更新兩集；Netflix於2022年4月18日上架全劇。

## 演員陣容

### 主要人物
| 演員   | 角色   | 介紹 |
| 秀愛   | 尹在熙 | 「藝術空間」美術館室長、「成鎮集團」二兒媳 她相信貧窮會吞噬愛情，因此拋棄了舊戀人，與成鎮家族的婚外者進行政治婚姻。為了讓丈夫成為總統，她將與下任檢察總長攜手，與「成鎮集團」家的婆婆徐韓淑展開戰爭。     |
| 金剛   | 鄭俊赫 | JBC報道局主播、尹在熙的丈夫 鄭必成與第三者的婚外子但婚外子的標籤是平生的自卑感來源，但絕不表露出來。他會嘲笑有慾望和假裝沒有慾望的人，並等待著登上不需要慾望的總統位置的那一天。                          |
| 金美淑 | 徐韓淑 | 「藝術空間」美術館理事長、鄭俊日的母親 「成鎮集團」家族的實權人物，她以「用處」為標準區分人，只要有用，無論是誰，都能保障他過上舒適的生活。但是，出了故障的，不管是東西還是人，都會毫不留情地冷血地除掉。 |
| 李伊潭 | 金伊雪 | 「藝術空間」指導兼職 她在反對再開發的示威現場，失去了唯一的親人－奶奶，因此早早領悟到了世間的道理，無論多少人掙扎、擔心、生氣，世界都不會輕易改變。                                                       |
| 李學周 | 韓東民 | JBC報道局記者 鄭俊赫的後輩；將真誠視為人生最高價值，對世上的不公正和不義反應敏感。他看到被社會單方面批判的人會感到內疚，即使是為了自己內心的和平，也要夢想著所有人都能過上好日子。                        |

### 成鎮集團
| 演員   | 角色   | 介紹 |
| 宋永彰 | 鄭必成 | 徐韓淑的丈夫、鄭俊赫的親生父親。對外是書法匠人，拆遷勞務企業明成建設的實際所有人。過去，他是「成鎮集團」的司機，在集團創始人徐鍾泰指示下，與他已懷孕的女兒徐韓淑結婚。                     |
| 金榮在 | 鄭俊日 | 「成鎮電子」副會長、徐韓淑與初戀的非婚兒子。他就是讓徐韓淑變成未婚母親的始作俑者，從記憶存在的那一瞬間開始到現，在一直看著母親的臉色生活。因此一次也沒有擁有過自己的心，所以總是感到孤獨。 |
| 金芝賢 | 李珠妍 | 鄭俊日的妻子、「藝術空間」美術館代表。她是《一週日報》東主的女兒，從出生前開始就被定為「成鎮集團」的兒媳。她與像死人一樣的丈夫，和不優雅的婆家人之間經常發生衝突。                         |
| 李瑞安 | 鄭恩貞 | 徐韓淑和鄭必成的女兒、電視劇編劇志願生。她於名牌大學畢業後，曾擔任政策研究所研究員和時事週刊記者，現在作為電視劇編劇志願生玩了3年。她不僅愛爸爸媽媽，還愛哥哥夫婦和侄子等所有家人。        |
| 金姝憐 | 高善美 | 徐韓淑的祕書。作為徐韓淑的祕書，她領悟到的人生方針是沉默。如果說徐韓淑是保管韓國權威人士致富之策的書庫，那麼她的存在本身就是徐韓淑的致富之策。                                             |
| 鄭熙泰 | 楊元祿 | 鄭必成的養弟、「明成建設」總經理。他通過秘密運營的夜總會，負責接待成鎮家族的VIP。 |
| 徐宇真 | 鄭賢宇 | 尹在熙和鄭俊赫的兒子。 |

### 周邊人物
| 演員   | 角色   | 介紹 |
| 李忠主 | 朴正浩 | 尹在熙的前男友、中央地方檢察廳刑事4部檢察官。在檢察官時期開始，他就成為趙江賢的右臂。他和尹在熙是在大學新生時期認識的，為了她什麼都想給，但是沒有能力，所以決定按照尹在熙的意願去配合。                                  |
| 鄭海均 | 趙江賢 | 地方高等檢察院院長、內定下任法務部長候選人。他的性格豪爽，在肉上擺上一杯酒，然後把女人抱得緊緊後，就會充滿能量。他以其能量為源泉，成就了今天所享受的一切。                                                               |
| 白智媛 | 權敏善 | 趙江賢的妻子，於尹在熙在畫廊實習的時候結下了不解之緣。由於娘家的情況，她資金週轉困難。她得到尹在熙的幫助，透過美術品籌集秘密資金，並用這些錢幫助丈夫。                                                                   |
| 徐在熙 | 吳藝蓮 | 趙江賢的情婦。在擔任陪酒女時成為趙江賢的情報員，後來發展關係。 |
| 南基愛 | 閔智英 | 徐英浩的妻子、閔成植的妹妹。娘家有法律界和政界的根基。她知道孫女婿與徐韓淑的關係不好，擔心他的丈夫死後無法依法繼承遺產。                                                                                                 |
| 朴止一 | 閔成植 | 閔智英的哥哥、檢察出身的四選國會議員、司法委員會成員。雖然裝作與徐韓淑處於同等地位，但實際上只是同夥而已。他把妹妹嫁到「成鎮集團」，用收到的錢學習司法考試。到成為四選議員為止的所有車馬費，他都從「成鎮集團」那裡得到。 |
| 南文哲 | 崔熙中 | 《一週日報》總編輯、徐韓淑的同夥，照顧嫁到「成鎮集團」的〝主人家孩子〞李珠妍。 |
| 廉東鉉 | 郭基南 | 前警察廳長、再選議員、徐韓淑的同夥，虎視眈眈地盯著閔成植的位置。7年前，他是炯山洞拆遷慘案的時任警察廳長，多虧了徐韓淑成為了國會議員。                                                                                    |
| 明藝南 | 劉鎮錫 | 前文化體育觀光部長、雙年展總導演、現大學教授。他看似是有本事、穩重的人，實際是庸俗的人，喜愛錢和名譽。 |

### 特別出演
| 演員   | 角色   | 介紹                   |
| 金賢秀 | 杜恩楊 | 住在炯山洞第五區居民。 |

## 原聲帶
- Part.1（發行日期：2022年1月6日）

| 曲序 | 曲目                     | 演唱   | 时长 |
| ---- | ------------------------ | ------ | ---- |
| 1.   | Let Me Be There          | Elaine | 4:24 |
| 2.   | Let Me Be There（Inst.） |        | 4:24 |

- Part.2（發行日期：2022年1月20日）

| 曲序 | 曲目                   | 演唱       | 时长 |
| ---- | ---------------------- | ---------- | ---- |
| 1.   | The Real Life          | YELO(옐로) | 4:00 |
| 2.   | The Real Life（Inst.） |            | 4:00 |

- Part.3（發行日期：2022年2月8日）

| 曲序 | 曲目           | 演唱         | 时长 |
| ---- | -------------- | ------------ | ---- |
| 1.   | Alone          | 하진 (HAJIN) | 3:40 |
| 2.   | Alone（Inst.） |              | 3:40 |

## 收視率
| 集數       | 播出日期   | 尼爾森收視率     | 尼爾森收視率   |
| 集數       | 播出日期   | 大韓民國（全國） | 首爾（首都圈） |
| ---------- | ---------- | ---------------- | -------------- |
| 1          | 2021/12/08 | 3.576%           | 4.279%         |
| 2          | 2021/12/09 | 2.628%           | 2.920%         |
| 3          | 2021/12/15 | 3.895%           | 4.310%         |
| 4          | 2021/12/16 | 3.119%           | 3.977%         |
| 5          | 2021/12/22 | 4.072%           | 4.697%         |
| 6          | 2021/12/23 | 3.166%           | 4.183%         |
| 7          | 2021/12/29 | 3.561%           | 3.797%         |
| 8          | 2021/12/30 | 2.977%           | 3.854%         |
| 9          | 2022/01/05 | 3.414%           | 3.843%         |
| 10         | 2022/01/06 | 3.221%           | 3.773%         |
| 11         | 2022/01/12 | 3.929%           | 4.345%         |
| 12         | 2022/01/13 | 3.438%           | 3.732%         |
| 13         | 2022/01/19 | 3.867%           | 4.790%         |
| 14         | 2022/01/20 | 4.217%           | 4.582%         |
| 15         | 2022/01/26 | 3.784%           | 4.268%         |
| 16         | 2022/01/27 | 3.907%           | 4.280%         |
| 17         | 2022/02/02 | 3.105%           | 3.473%         |
| 18         | 2022/02/03 | 4.526%           | 5.051%         |
| 19         | 2022/02/09 | 4.104%           | 4.642%         |
| 20         | 2022/02/10 | 4.695%           | 5.486%         |
| 平均收視率 | 平均收視率 | 3.660%           | 4.214%         |

- 收視最低的集數以藍色表示，收視最高的集數以紅色表示，而空格則表示該集的收視沒有相關數據。

## 同時段作品
- KBS 2TV 水木連續劇：《學校2021》
- tvN 水木連續劇：《憂鬱症》、《來魔女食堂吧》、《酒鬼都市女人們》

## 外部連結
- 韓國JTBC官方網站
- 孔雀都市-DAUM （页面存档备份，存于）
- 在Netflix上觀看《孔雀都市》

| JTBC 水木劇                                | JTBC 水木劇                             | JTBC 水木劇 |
| ------------------------------------------ | --------------------------------------- | ----------- |
|                                            | （2021年12月8日－2022年2月10日）        |             |
| 妳的倒影 （2021年10月13日－2021年12月2日） | 三十九 （2022年2月16日－2022年3月24日） |             |

| 新加坡 HUB娱家戏剧台 星期六至日 21:45-23:00 | 新加坡 HUB娱家戏剧台 星期六至日 21:45-23:00 | 新加坡 HUB娱家戏剧台 星期六至日 21:45-23:00 |
| ------------------------------------------- | ------------------------------------------- | ------------------------------------------- |
|                                             | 诡计之城 （2022年4月2日—2022年6月5日）      |                                             |
| 御史与祚怡 (2022年2月5日—2022年3月27日)     | —                                           |                                             |